# Carnes Hill, New South Wales
Carnes Hill este o suburbie în Sydney, Australia.